# Trechispora bispora
Trechispora bispora är en svampart som först beskrevs av Warcup & P.H.B. Talbot, och fick sitt nu gällande namn av Liberta 1973. Trechispora bispora ingår i släktet Trechispora och familjen Hydnodontaceae.   Inga underarter finns listade i Catalogue of Life.